# Ozocerite

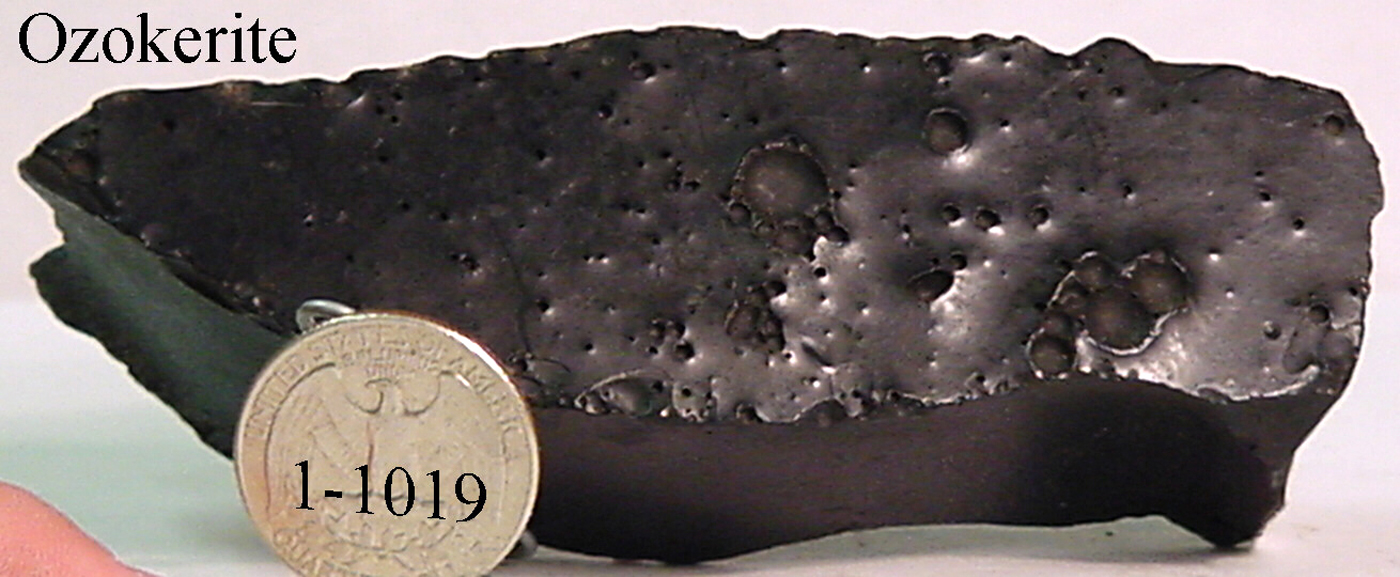
Campione di ozocerite

L'ozocerite o ozokerite (Gr. oze, puzza, e kero, cera), nota anche come ceresina, è una miscela di idrocarburi alifatici detta cera minerale o paraffina esistente in natura in diverse località.

## Fonti
Campioni di ozocerite sono stati rinvenuti in Scozia, Northumberland e Galles, così come in altri trenta differenti paesi. Di questi rinvenimenti, sono maggiormente sfruttati quelli della penisola di Cheleken, vicino a Türkmenbaşy ed i depositi dello Utah negli USA, per menzionarne alcuni, anche se questi ultimi sono stati largamente sfruttati. 
Le uniche fonti commerciali rilevanti sono in Galizia, nelle città di Boryslav, Starunia  e Dzvyniach (Ucraina) benché ne sia stato rinvenuto del minerale anche in altri punti sui fianchi dei Carpazi.
Si ritiene che i depositi di ozocerite vengano originati in modo molto simile a quello delle vene minerali, in quanto la lenta evaporazione ed ossidazione del petrolio ha dato origine alla deposizione della sua paraffina dissolta nelle fessure e nei crepacci precedentemente occupati dal liquido. In natura, l'ozocerite varia da una soffice cera ad una massa nera dura come il gesso.

## Proprietà
La sua gravità specifica varia da 0,85 a 0,95, ed il suo punto di fusione da 58 a 100 °C. È solubile nell'etere, nel petrolio, nella benzina, nel cloroformio, nel disolfuro di carbonio e simili agenti chimici.
L'ozocerite galiziana ha un colore variabile dal giallo chiaro al marrone scuro, e frequentemente sembra verde a causa del dicroismo. Fonde di solito a 62 °C. Chimicamente l'ozocerite consiste in una mistura di vari idrocarburi contenenti dall'85 all'87% di carbonio e dal 13 al 14% di idrogeno.

## Attività estrattive
L'estrazione dell'ozocerite era precedentemente condotta in Galizia manualmente, ma nelle moderne miniere gestite dalla Boryslaw Actien Gesellschaft e dalla Galizische Kreditbank, i lavori delle quali si estendono rispettivamente ad una profondità di 200 e 225 metri, viene impiegata l'energia elettrica per scavare, pompare e ventilare. 
In queste miniere si trovano i soliti ventilatori e gallerie, in quanto l'ozocerite viene raggiunta attraverso i livelli che attraversano il deposito. La cera, nello stato in cui raggiunge la superficie, varia in purezza, e specialmente quando si tratta di nuovi filoni, solo un lavoro manuale permette di separare dal resto il materiale puro.
In altri casi molto terriccio è mischiato col materiale, e quindi poiché la roccia è stata eliminata manualmente, la roccia-cera viene bollita con acqua in grandi recipienti, e di conseguenza la cera pura sale in superficie. Viene poi miscelata ancora con acqua, e le impurità rimosse, dopo di che il materiale viene convogliato in contenitori leggermente cilindrici per la solidificazione e suddiviso in blocchi per il mercato.